# Łuna 8K72-2
Łuna 8K72-2 – drugi człon radzieckich rakiet nośnych Łuna 8K72. Montowany był na członie Łuna 8K72-1.